# Alexandre Vetrov
Alexandre Nikolaïevitch Vetrov (en russe : Александр Николаевич Ветров), né le 10 mai 1961 à Moscou (URSS) est un danseur classique russe, maître de ballet, pédagogue, soliste du théâtre Bolchoï entre 1979 et 1997. Il est distingué comme artiste émérite de la RSFSR en 1988, artiste du peuple de la fédération de Russie en 1994.

## Biographie
Alexandre Vetrov naît dans une famille de danseurs du Bolchoï, Nikolaï Simatchiov, et Tamara Vetrova. Plus tard, il prend le nom de sa mère. Il est diplômé en 1979 de l'Académie de chorégraphie de Moscou dans la classe du professeur Piotr Pestov. De 1979 à 1997, il est soliste du ballet du Bolchoï, travaillant sous la houlette de son père et du pédagogue-répétiteur Vladimir Nikonov. En 1985, il participe au concours international des artistes de ballet de Moscou, se tenant sur la scène du Bolchoï. Il remporte le premier prix.
Il part en 1997 pour les États-Unis où il soliste du ballet international d'Indianapolis, puis à partir de 1999, au Tulsa Ballet (Oklahoma) et enfin à partir de l'an 2000 au ballet d'Arlington (devenu en 2004 le Metropolitan Classical Ballet). En 2002, il est nommé directeur artistique de cette troupe (avec Paul Mechia). Continuant à danser, il commence à travailler comme chorégraphe.
En 2011, il est nommé maître de ballet et répétiteur du Bolchoï, accompagnant la carrière de grands solistes comme les premiers danseurs David Hallberg, Semion Tchoudine, Denis Rodkine, Artemi Beliakov, Igor Tsvirko, Jacopo Tissi, etc.

## Famille
- Mère: Tamara Petrovna Vetrova (1927-2018), soliste de la troupe du ballet du Bolchoï entre 1946 et 1967; puis de 1974 à 1986, pédagogue et maîtresse de ballet à l'Académie de chorégraphie de Moscou, artiste émérite de la RSFSR (1973).

- Père: Nikolaï Romanovitch Simatchiov (1927-1996), soliste de la troupe du ballet du Bolchoï entre 1946 et 1968, puis jusqu'en 1996, maître de ballet et répétiteur du Bolchoï, artiste du peuple de la fédération de Russie (1995).

- Épouse: Elena Mikhaïlovna Borissova (née en 1970), artiste de le troupe du ballet du Bolchoï de 1987 à 1996.

## Répertoire
Académie de chorégraphie de Moscou
- 1979 — Colin, La Vaine Précaution d'Alexandre Gorski, dans une chorégraphie de Sofia Golovinka, Maxime Martirossian et Alexandre Radounski

Théâtre Bolchoï
- 1981 — l'oiseau bleu, La Belle au bois dormant de Marius Petipa, chorégraphie révisée par Iouri Grigorovitch; l'officier français, La Ballade du hussard de Dmitri Briantsev; Tybalt, Roméo et Juliette, chor. de Grigorovitch
- 1982 — Horoud, Poème indien (Prokofiev), chor. de Scott et Papko
- 1983 — Crassus, Spartacus, chor. de Grigorovitch
- 1984 — Nerso, Gaïané, chor. de Martirossian; le mauvais génie, Le Lac des cygnes de Petipa, chor. révisée par Grigorovitch; Abderakhman, Raymonda de Petipa, version de Grigorovitch
- 1986 — Salieri, Mozart et Salieri de Vera Boccadoro
- 1987 — Ivan le Terrible, Ivan le Terrible de Iouri Grigorovitch; le prince Siegfried , Le Lac des cygnes, de Petipa et Ivanov, version de Grigorovitch
- 1988 — Ferhad, La Légende de l'amour de Grigorovitch; Albrecht, Giselle, version de Grigorovitch; Bazile, Don Quichotte, chorégraphie d'Alexandre Gorski
- 1989 — le professeur, Le Conservatoire d'Auguste Bournonville, version de Kirsten Ralov
- 1991 — Solor, La Bayadère de Petipa, version de Grigorovitch; le comte Vichenka, Cipollino (Khatchatourian) de G. Mayor
- 1992 — Conrad, Le Corsaire de Petipa, version de Constantin Sergueïev
- 1993 — Casanova, Fantaisie sur le thème de Casanova de Mikhaïl Lavrovski (création)[2]
- 1994 — Conrad, Le Corsaire de Petipa, version de Grigorovitch; Bazile, Don Quichotte, version de Grigorovitch; Iachka, Le Siècle d'or, chor. de Grigorovitch
- 1995 — James, La Sylphide d'Auguste Bournonville, version d'Elsa-Marianne von Rosen; Tybalt, Roméo et Juliette de Mikhaïl Lavrovski (version renouvelée)
- 1996 — Paul, Le Dernier Tango de Viatcheslav Gordeïev: Petruccino, La Mégère apprivoisée de John Cranko